# Географія Вірменії
Вірменія — західноазійська країна, що знаходиться на Південному Кавказі й не має виходу до вод Світового океану . Загальна площа країни 29 743 км² (143-тє місце у світі), з яких на суходіл припадає 28 203 км², а на поверхню внутрішніх вод — 1 540 км². Площа країни трохи менша ніж площа Дніпропетровської області України. 

## Етимологія
Офіційна назва — Республіка Вірменія, Вірменія (вірм. Հայաստան — Айястан). Екзонім Вірменія уперше зафіксований у давньоперському Бегістунському написі 515 року до н. е. поблизу Керманшаха як Арміна. Давні греки називали країну Арменіа (дав.-гр. Αρμενία), уперше така назва зафіксована у Гекатея Мілетського і Ксенофонта. Згідно з історією Мовсеса Хоренаці, вірменська назва країни, Айастан походить від імені легендарного Хайка, легендарного пращура вірменського народу, що є потомком біблійного Ноя, Арменія від його нащадка — Арама. Інша версія виводить назву країни від народу мінаїв (minni або mannaeans), що мешкали в районі гори Арарат. А префікс ar- означає приналежність, тобто Армінні — Земля мінаїв. Грузинська назва країни, Сомхеті (груз. სომხეთი), на думку сучасних дослідників, походить від Сохмі, назви давньої землі, розташованої згідно з ассирійськими і урартськими документами у верхів'ях Євфрату. Після падіння Урарту і мідійського вторгнення, відбулося подальше злиття різних племен, таким чином топоніми Айя, Арміні і Сохмі стали синонімами.

## Географічне положення
Вірменія — західноазійська країна, що межує з чотирма іншими країнами: на сході і південному заході (Нахчиван) — з Азербайджаном (спільний кордон — 996 км), на північному заході — з Грузією (219 км), на південному сході — з Іраном (44 км), на південному заході — з Туреччиною (311 км). Загальна довжина державного кордону — 1570 км. Країна не має виходу до вод Світового океану.

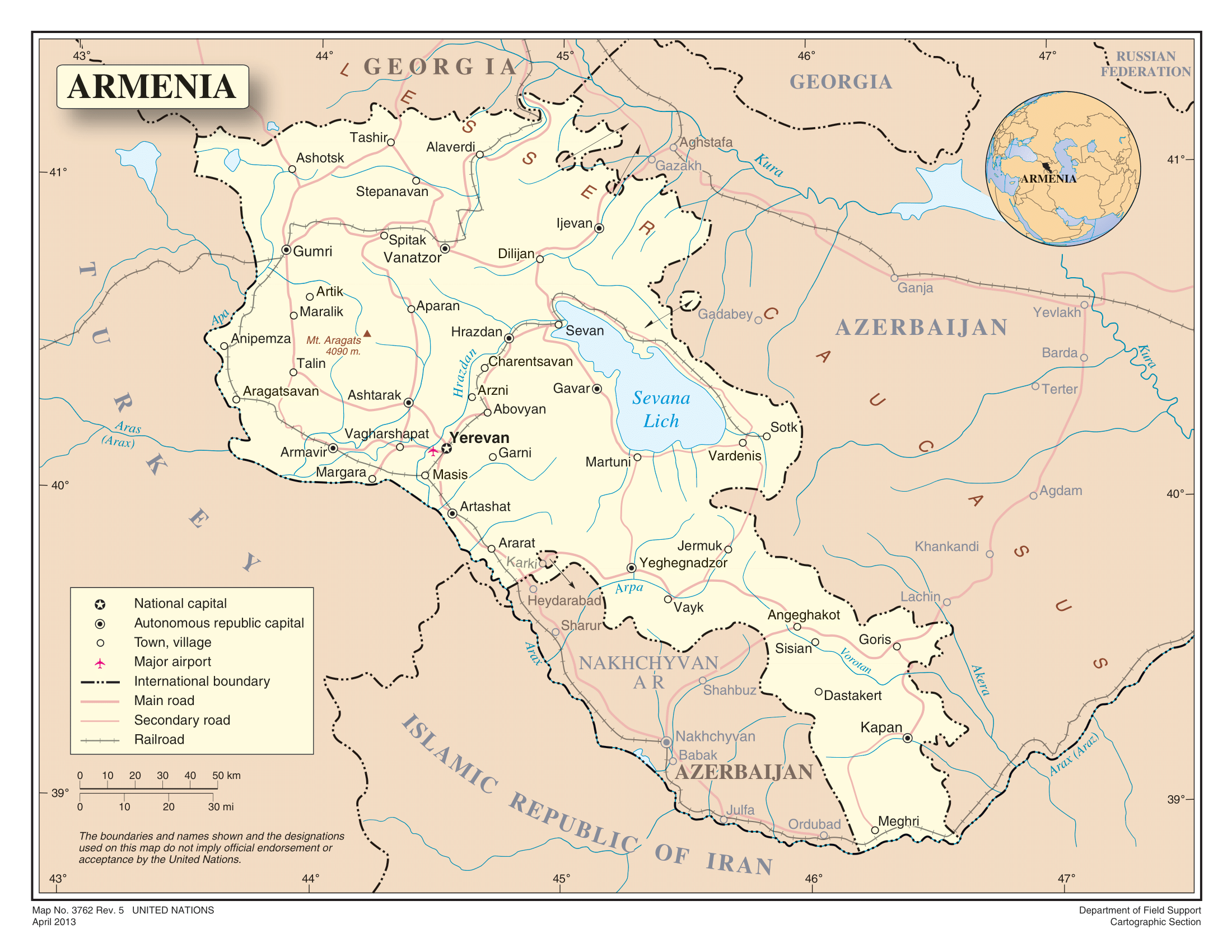
Карта Вірменії від ООН (англ.)
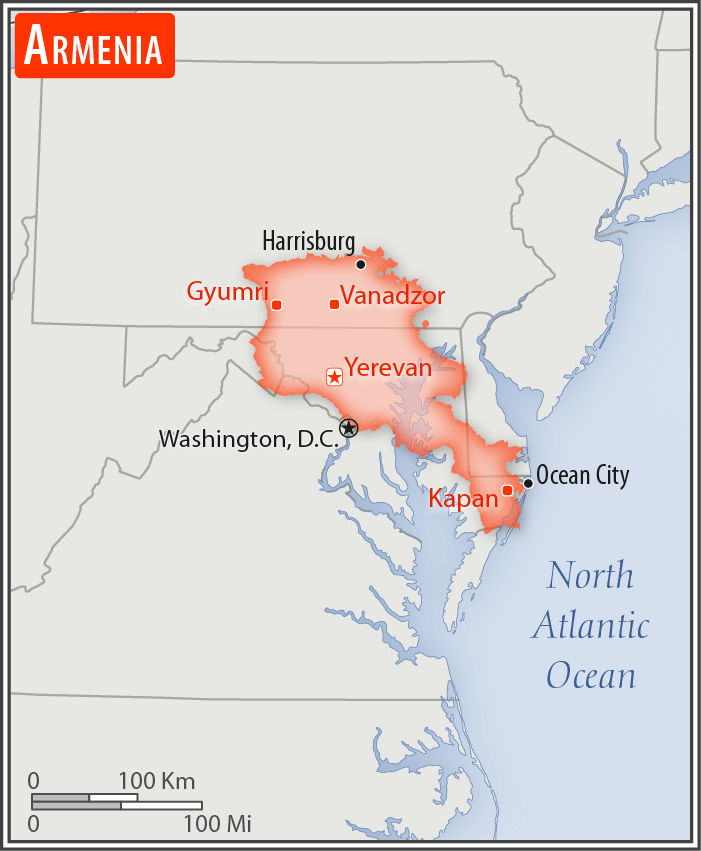
Порівняння розмірів території Вірменії та США
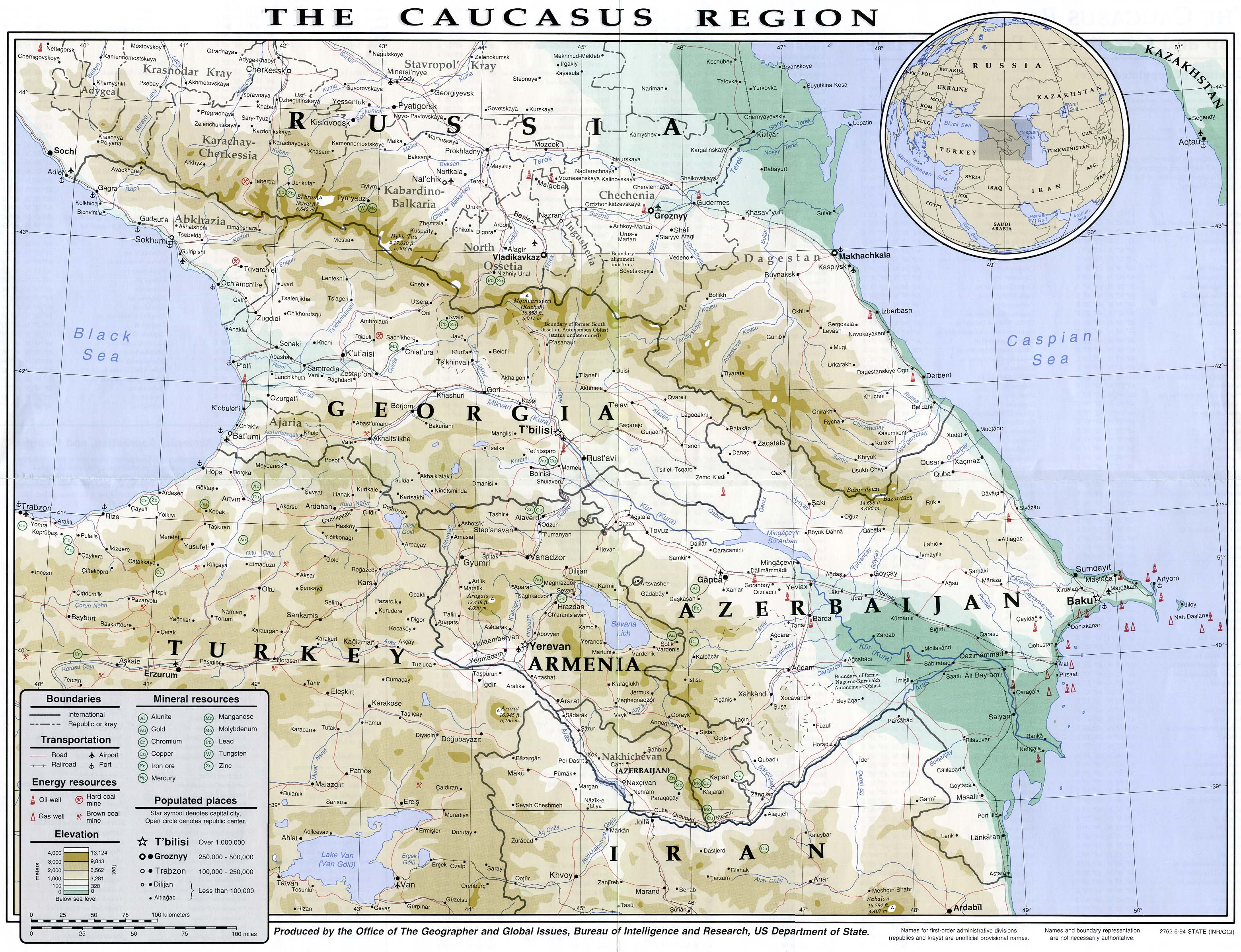
Південний Кавказ

### Час
Час у Вірменії: UTC+4 (+2 години різниці часу з Києвом).

## Геологія

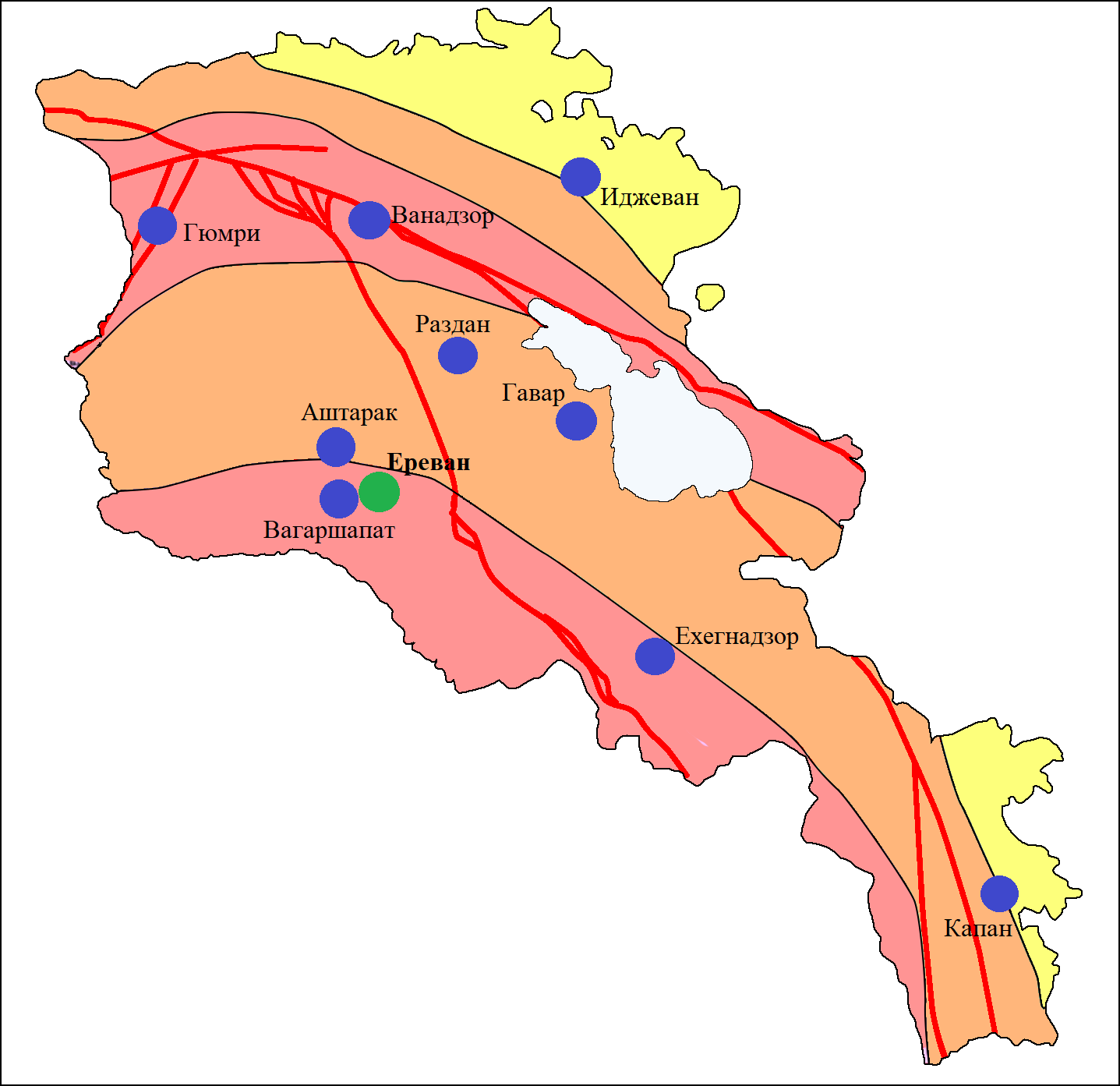
Тектонічні розломи Вірменії
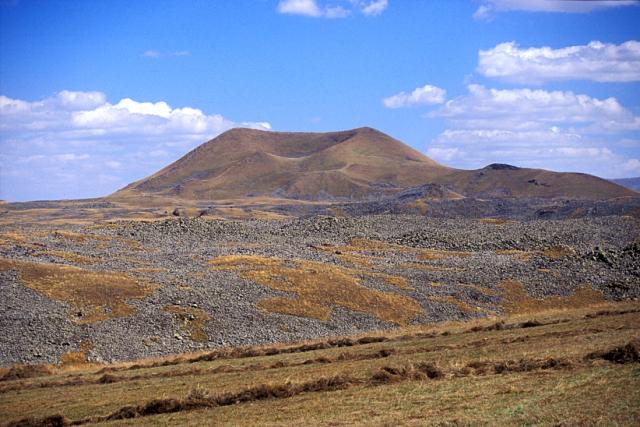
Вулкан Порак
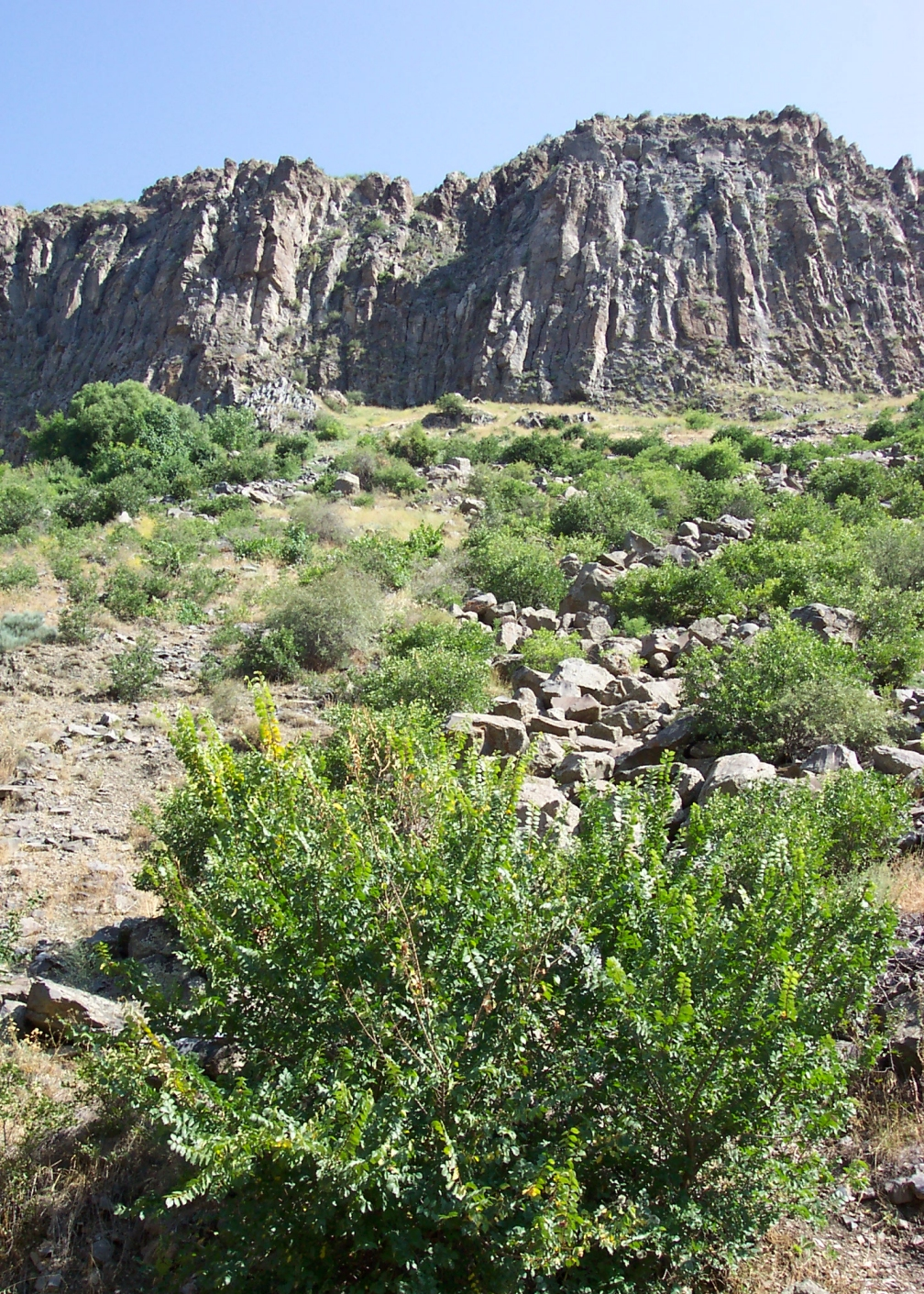
Базальтові формації

### Сейсмічність
Територія Вірменії характеризується підвищеною сейсмічністю. Найбільш сейсмічними є Приаракська область Малого Кавказу та Прикуринська області.

## Рельєф
Вірменія — гірська країна, близько 70 % площі республіки лежить вище 1500 м над рівнем моря. Середні висоти — 1792 м; найнижча точка — уріз води річки Дебед (400 м); найвища точка — гора Араґац (4090 м). Країна займає північно-східну частину Вірменського нагір'я, обрамленого з півночі і сходу хребтами Малого Кавказу. У центральній частині країни в субширотному напрямі простяглася смуга вулканічних гір, представлених слабо розчленованими середньовисотними і висотними лавовими плато та щитовими масивами. У цій смузі є безліч конусів вимерлих вулканів. Найвища точка — гора Арагац, 4090 м. На півночі і південному сході переважають середньовисотні гори. Південно-Західна Вірменія знаходиться в межах плоскої Араратської рівнини, поверхня якої складена алювіальними і озерно-алювіальними відкладами.

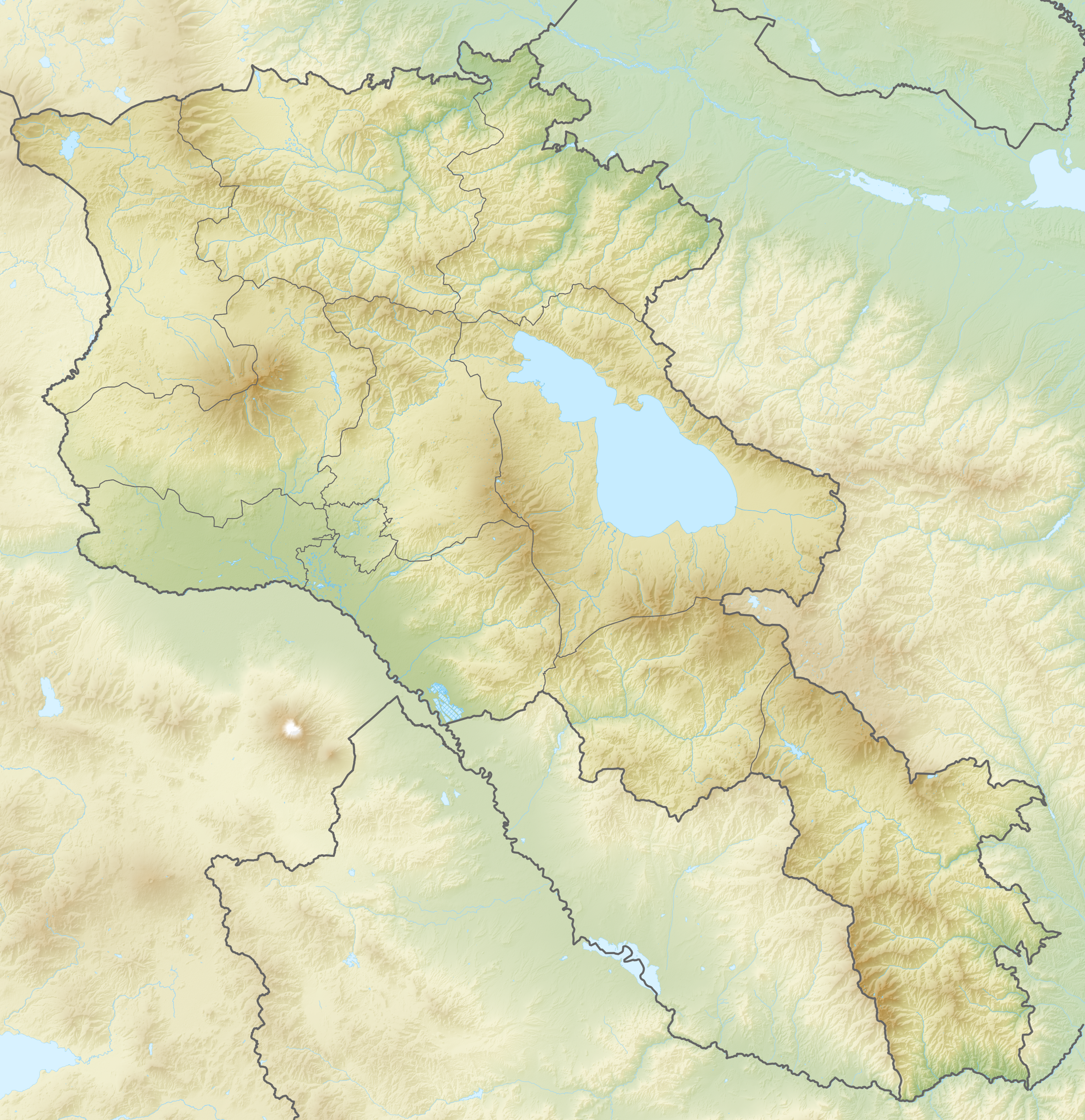
Рельєф Вірменії
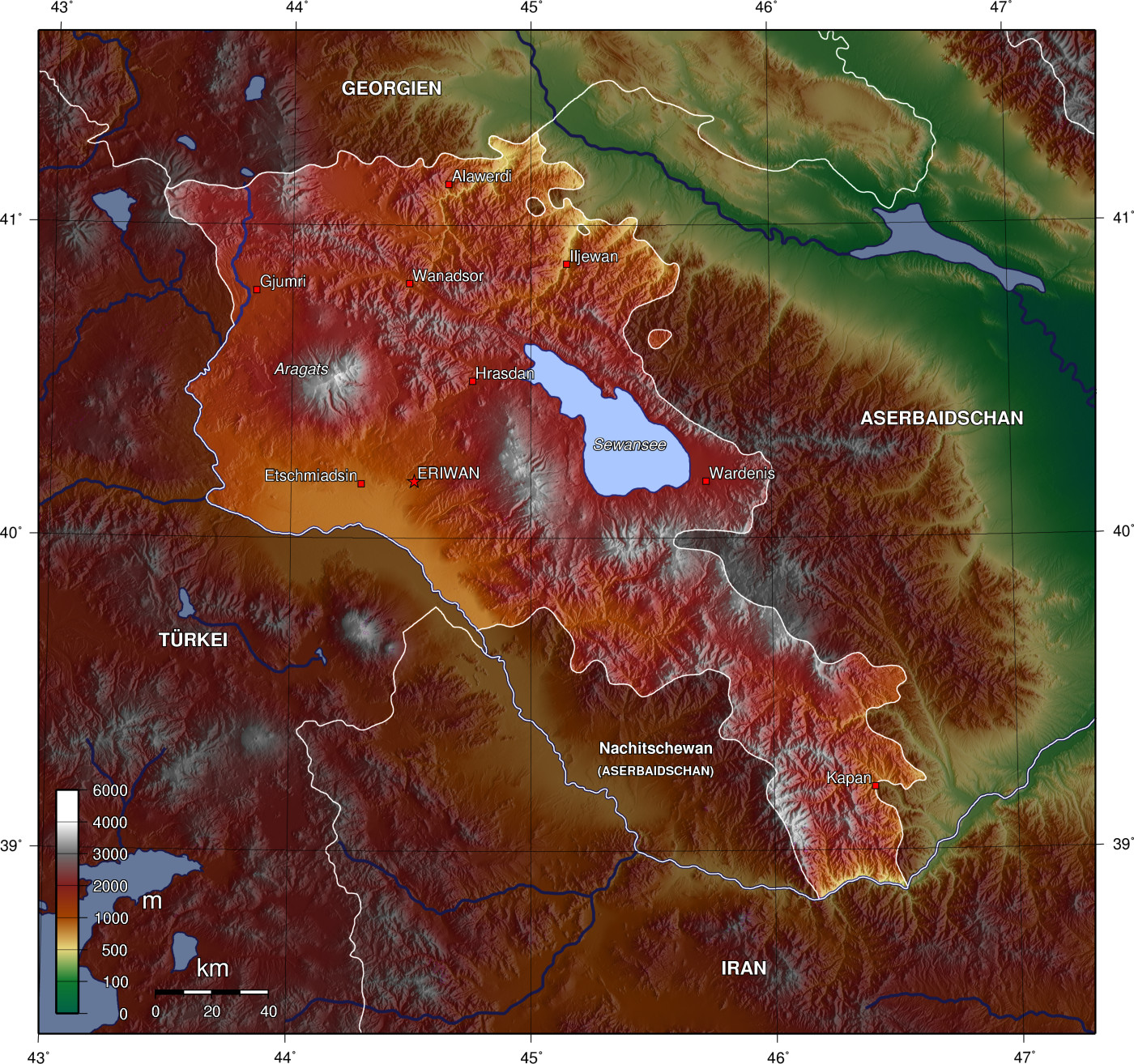
Рельєф Вірменії
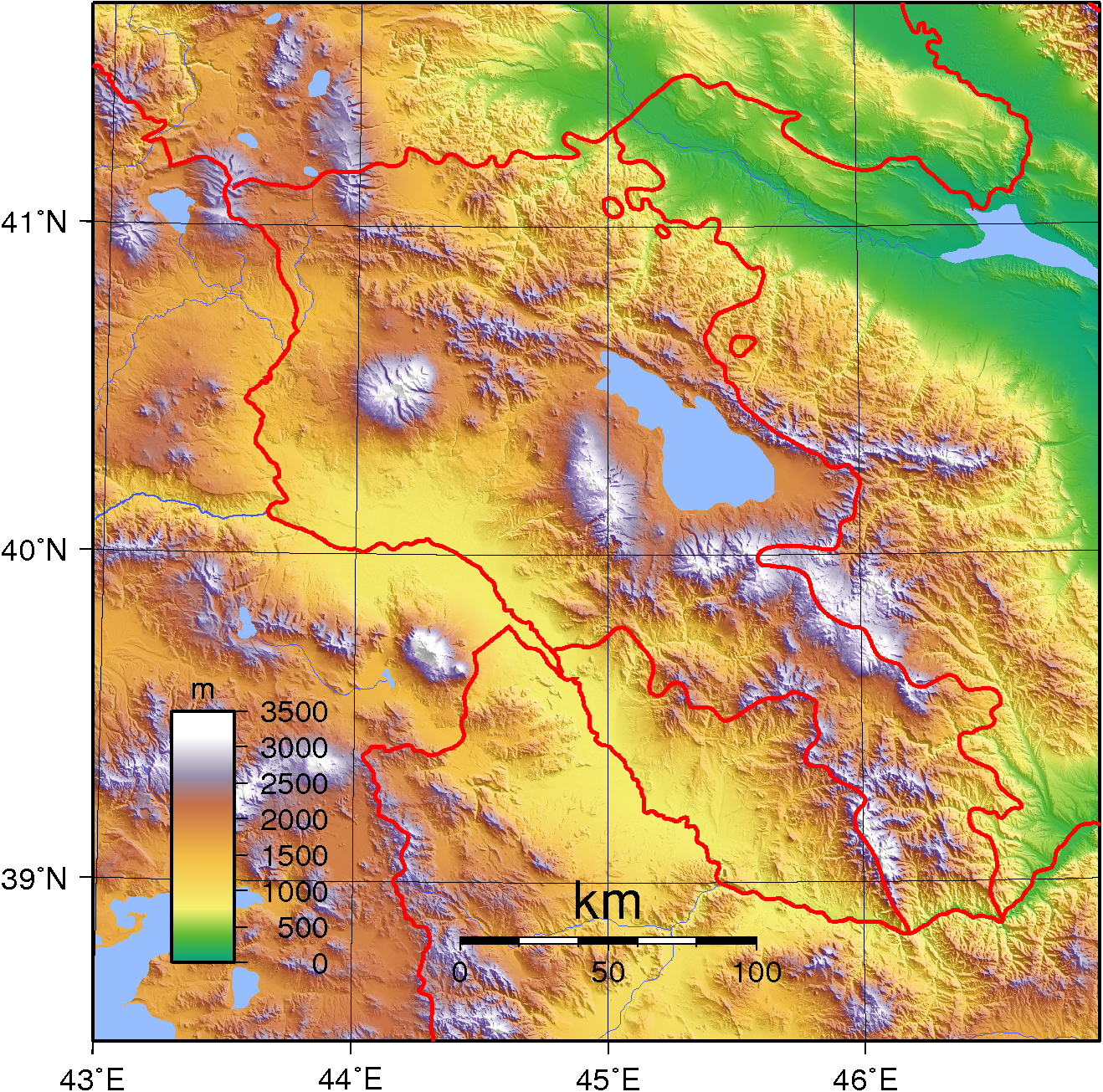
Гіпсометрична карта Вірменії
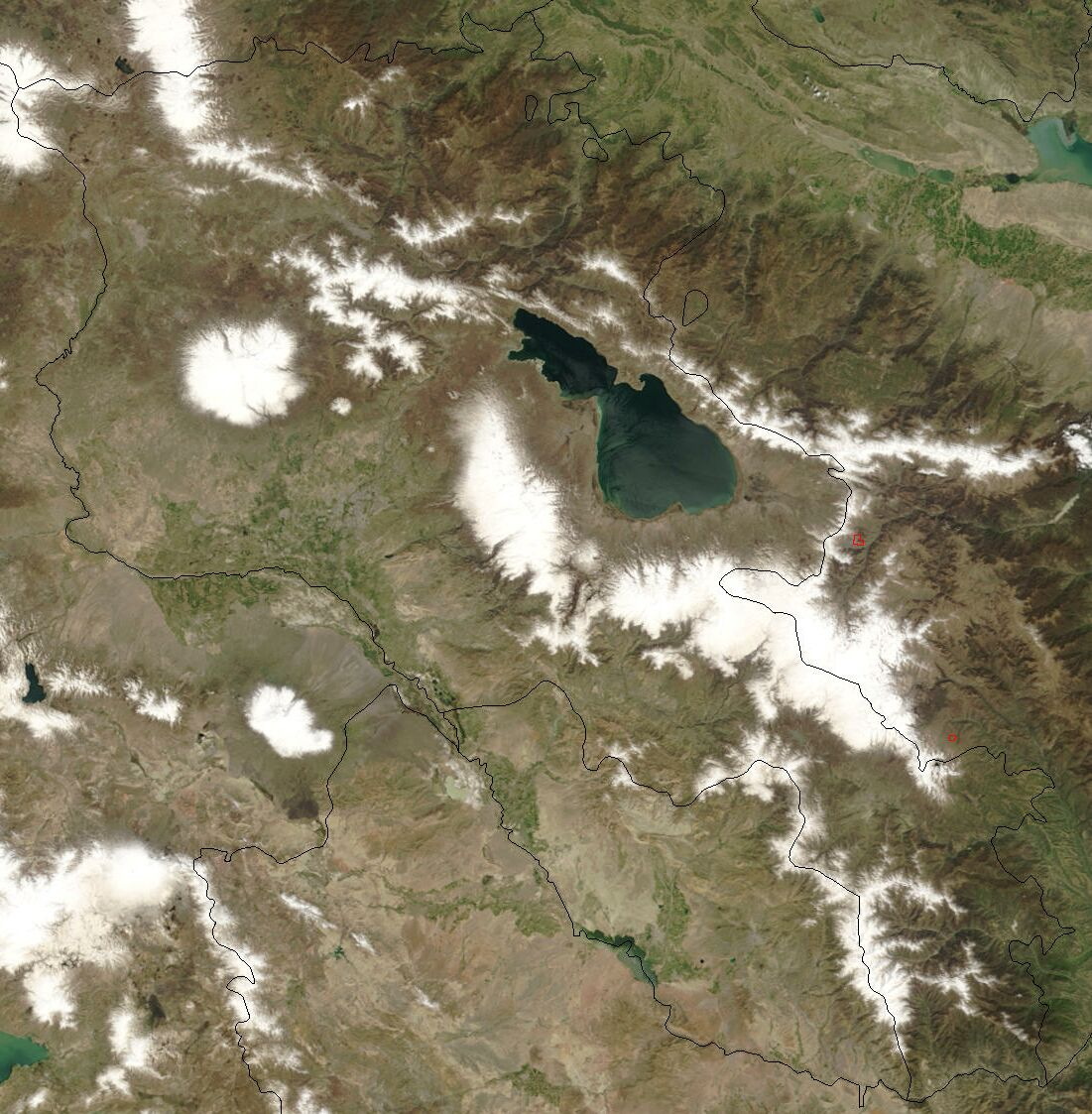
Супутниковий знімок поверхні країни
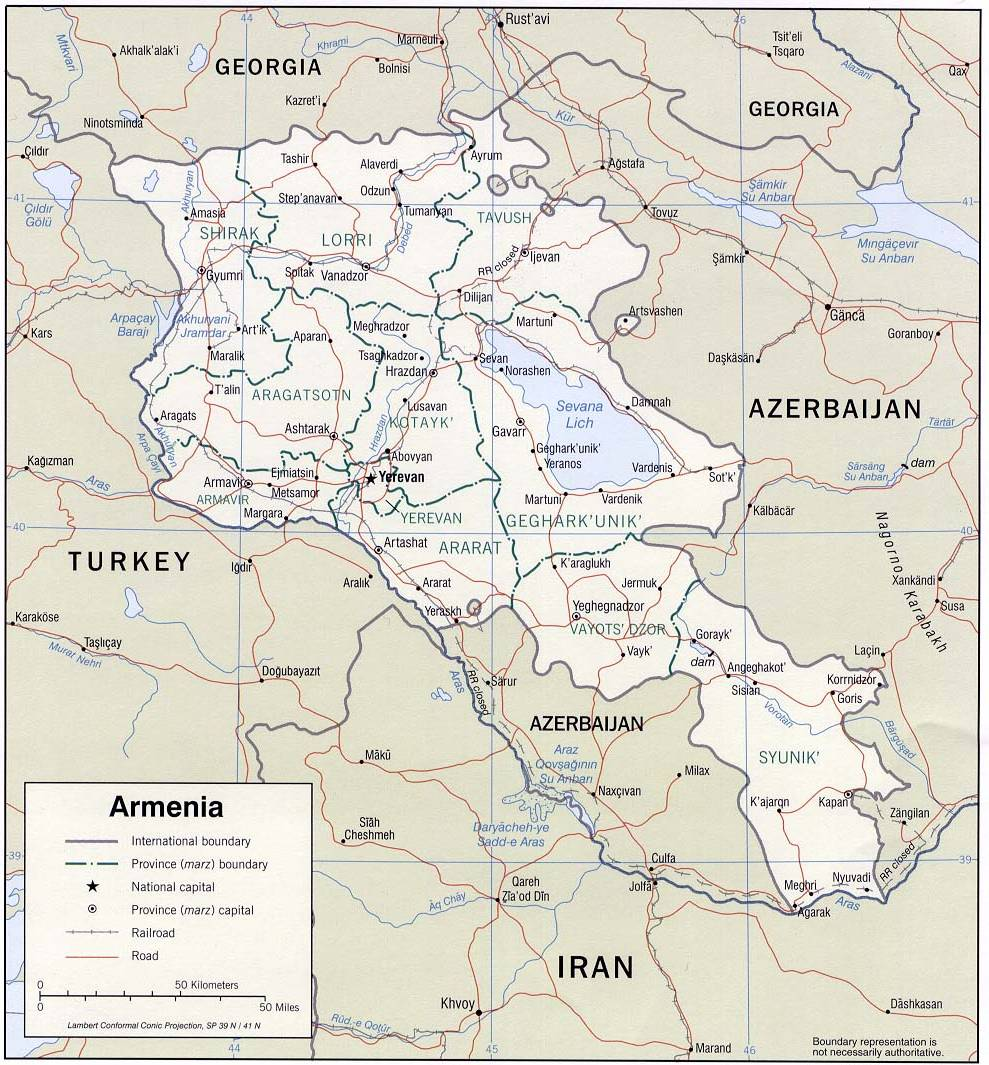
Карта країни (англ.)

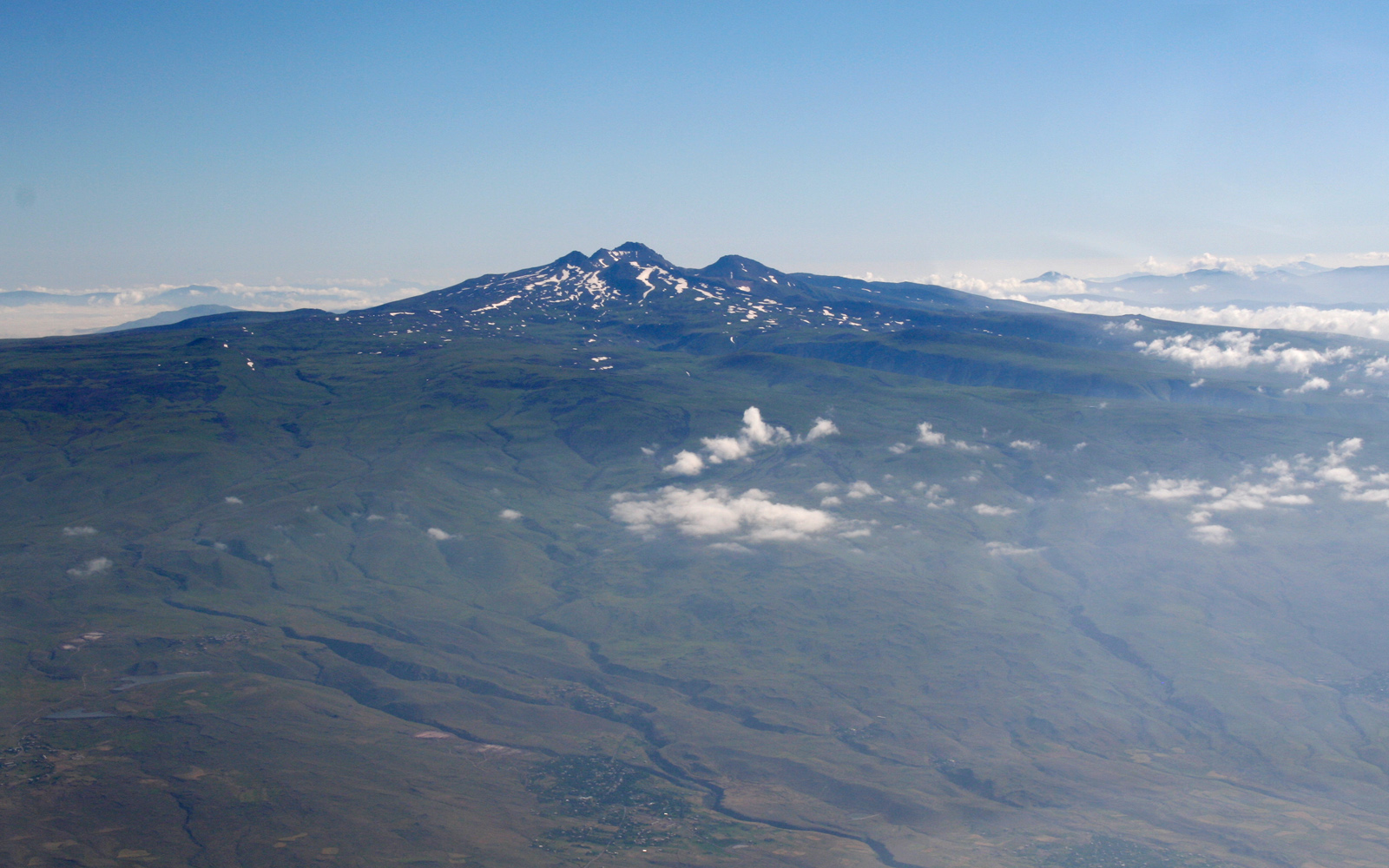
Гора Арагац
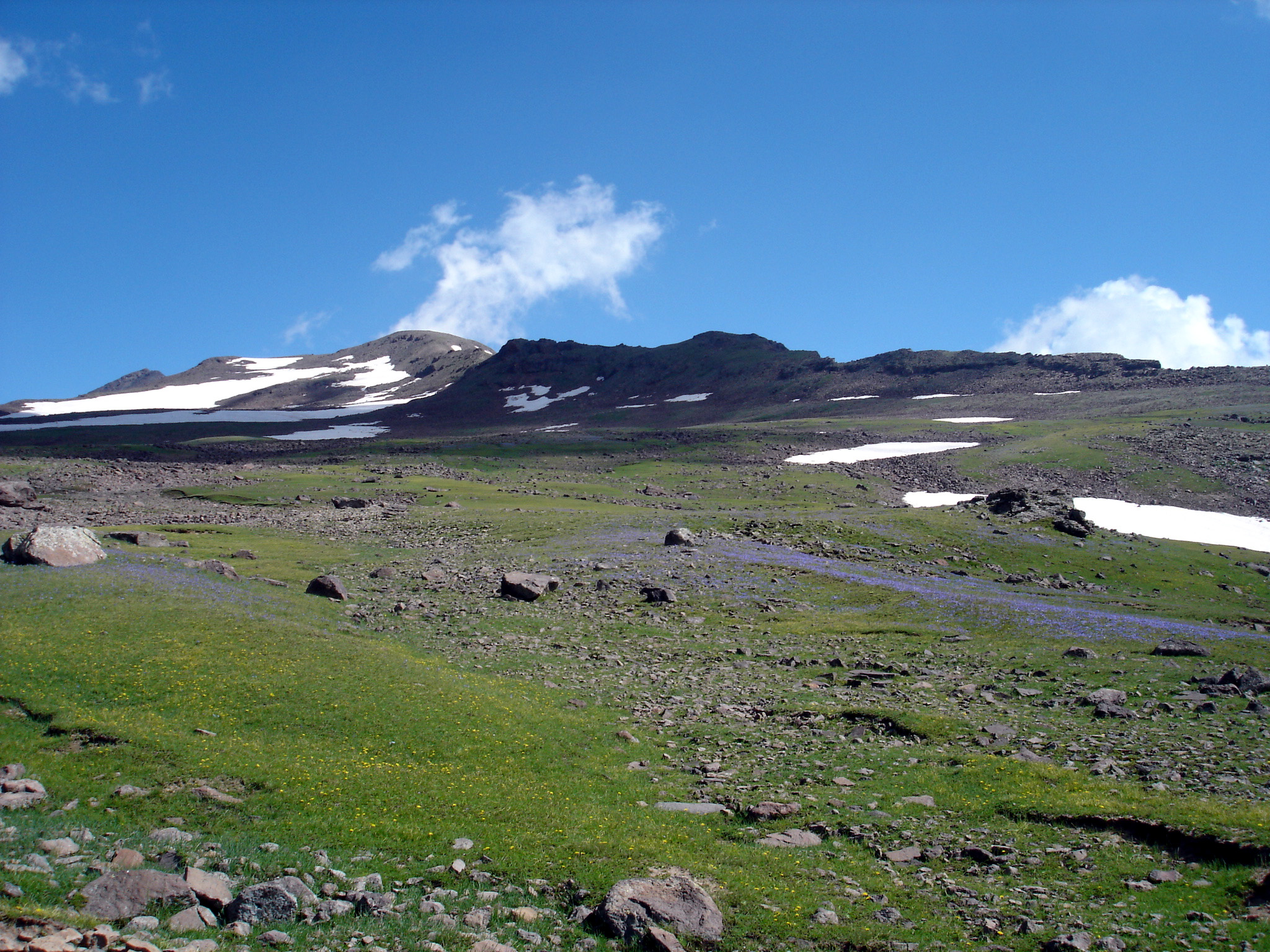
На вершині Арагацу
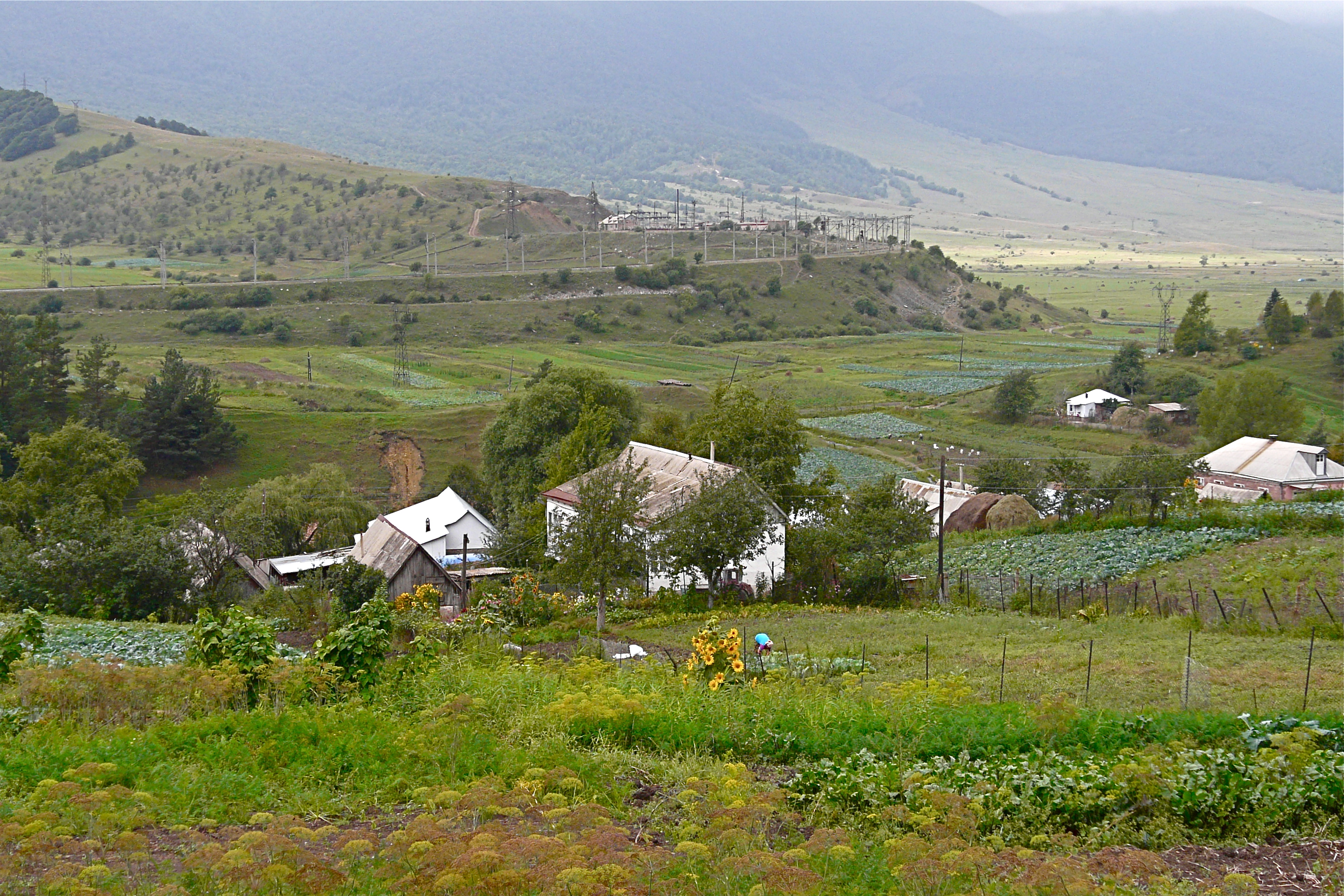
Височини Вірменії
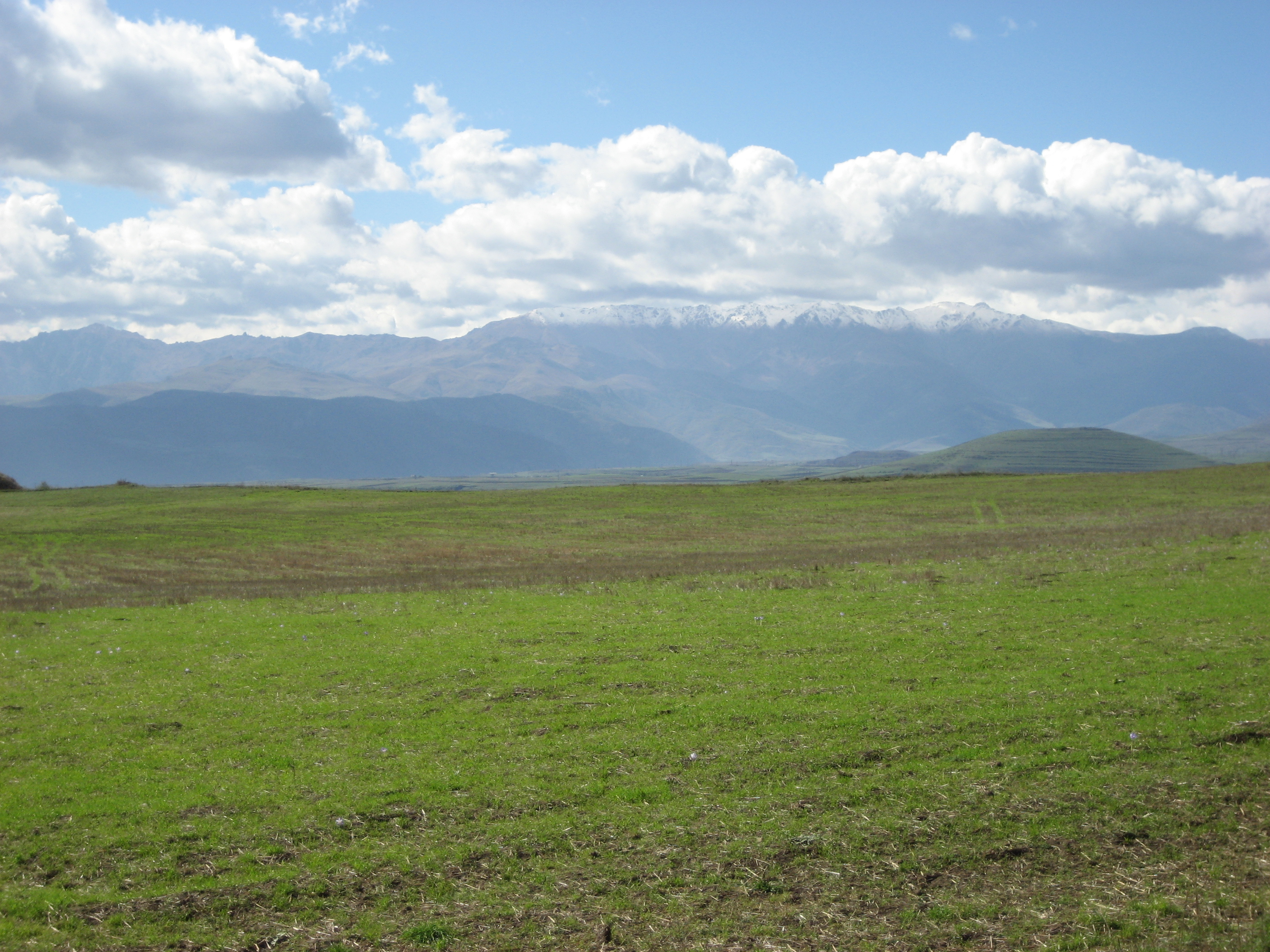
Зангезурський хребет

## Клімат
Територія Вірменії лежить у субтропічному кліматичному поясі. Влітку переважають тропічні повітряні маси з ясною тихою антициклонічною погодою, взимку — помірні з похмурою дощовою досить вітряною циклонічною. Значні сезонні амплітуди температури повітря і розподілу атмосферних опадів, можливе випадіння снігу. На Вірменському нагір'ї середня зимова температура 0 °C, середня літня температура перевищує +25 °C. Середня величина атмосферних опадів від 250 мм на річок в низинах (долина річки Аракс), до 800 мм на рік у горах.

Сонячна радіація (англ.)Сонячна радіація (англ.)
Кліматична карта Вірменії (за Кеппеном)

Вірменія є членом Всесвітньої метеорологічної організації (WMO), в країні ведуться систематичні спостереження за погодою.

## Внутрішні води

Гідрографічна мережа ВірменіїГідрографічна мережа Вірменії
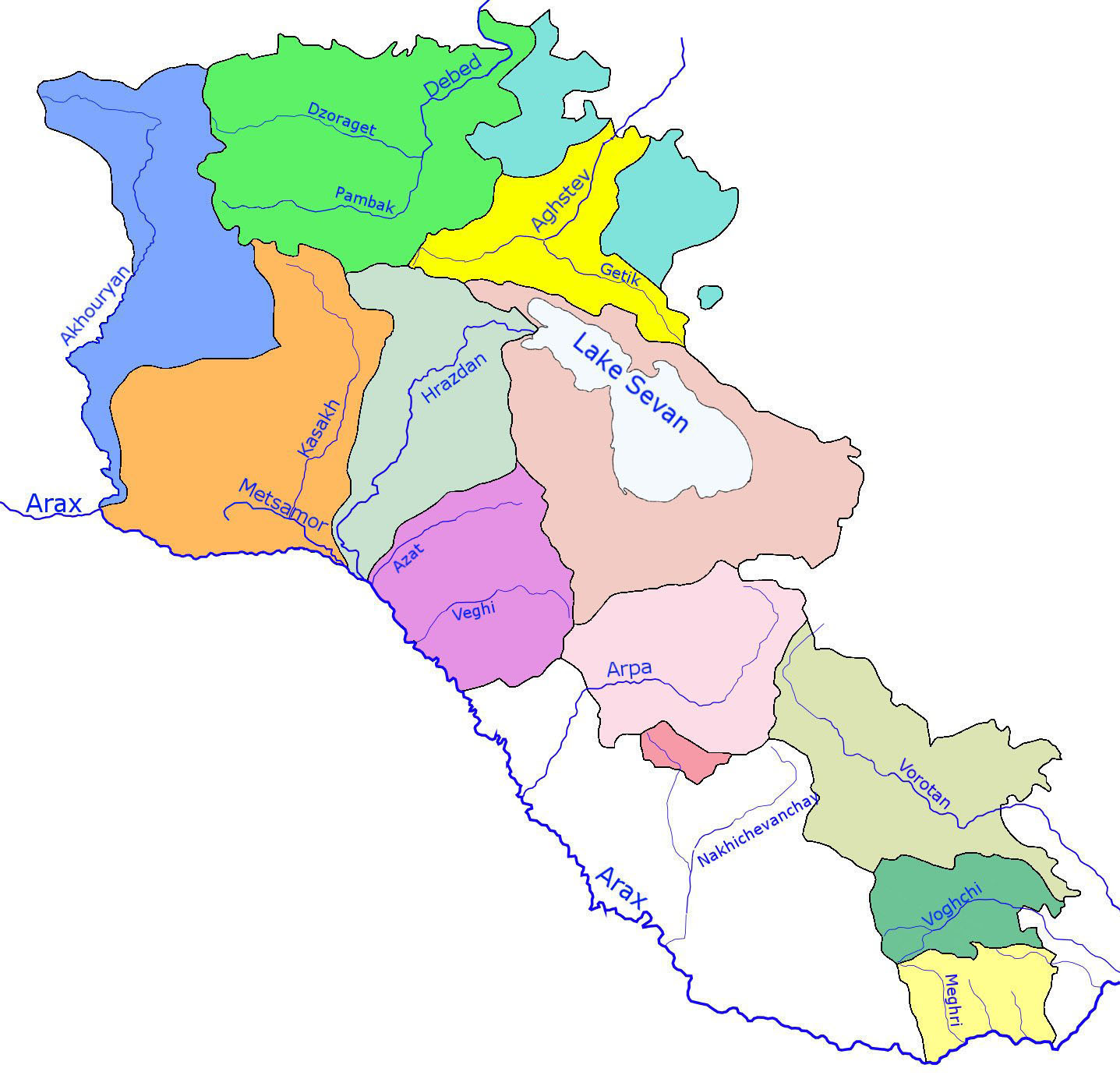
Річкові басейни Вірменії
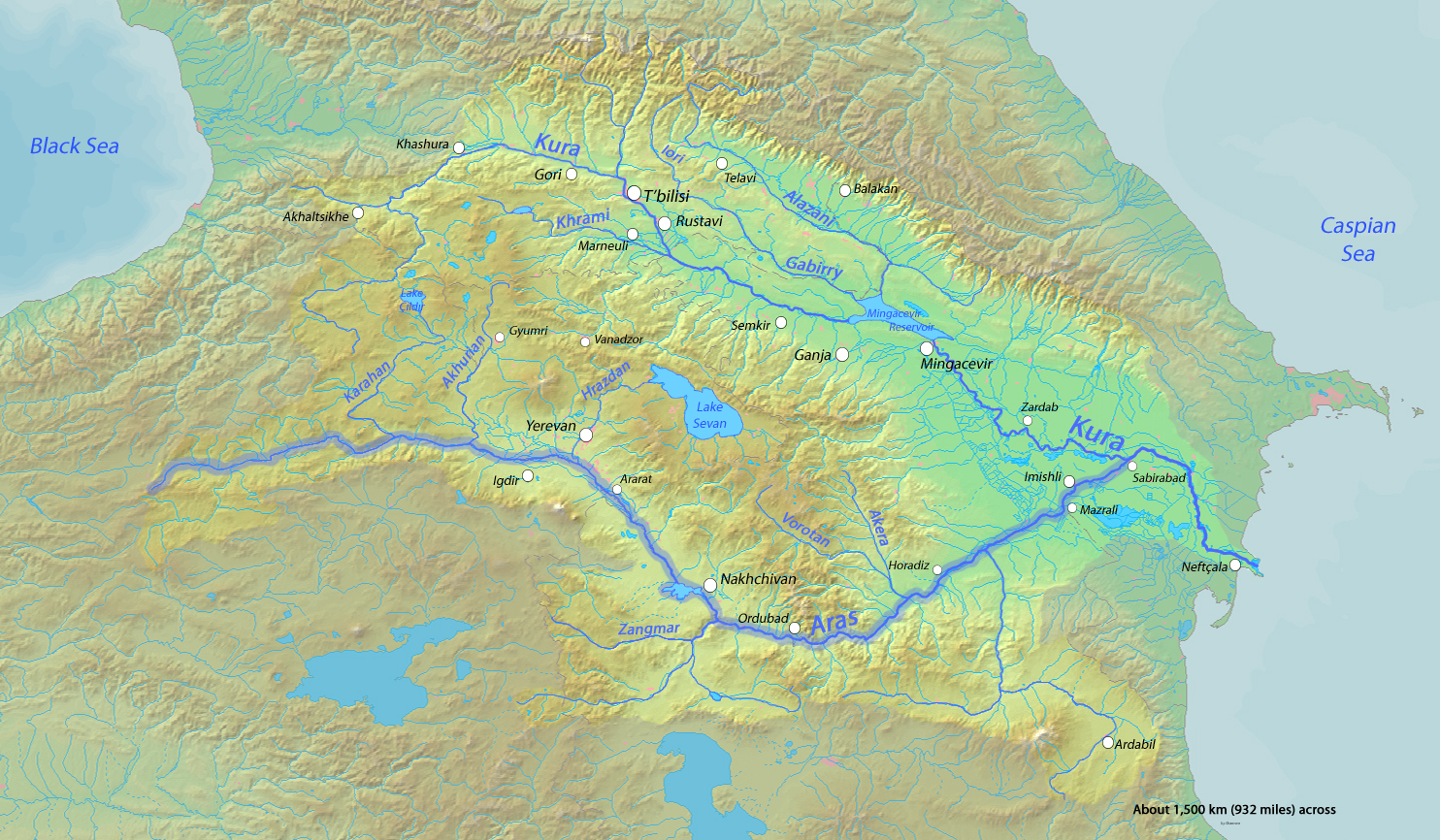
Сточище Араксу, притоки Кури
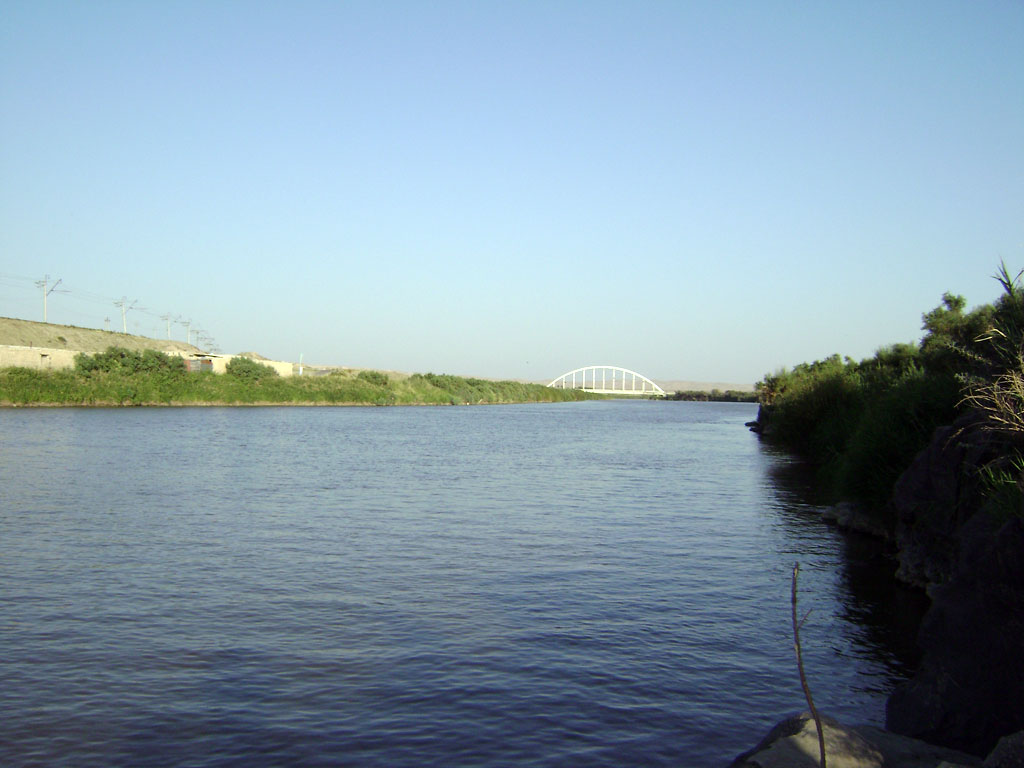
Річка Аракс
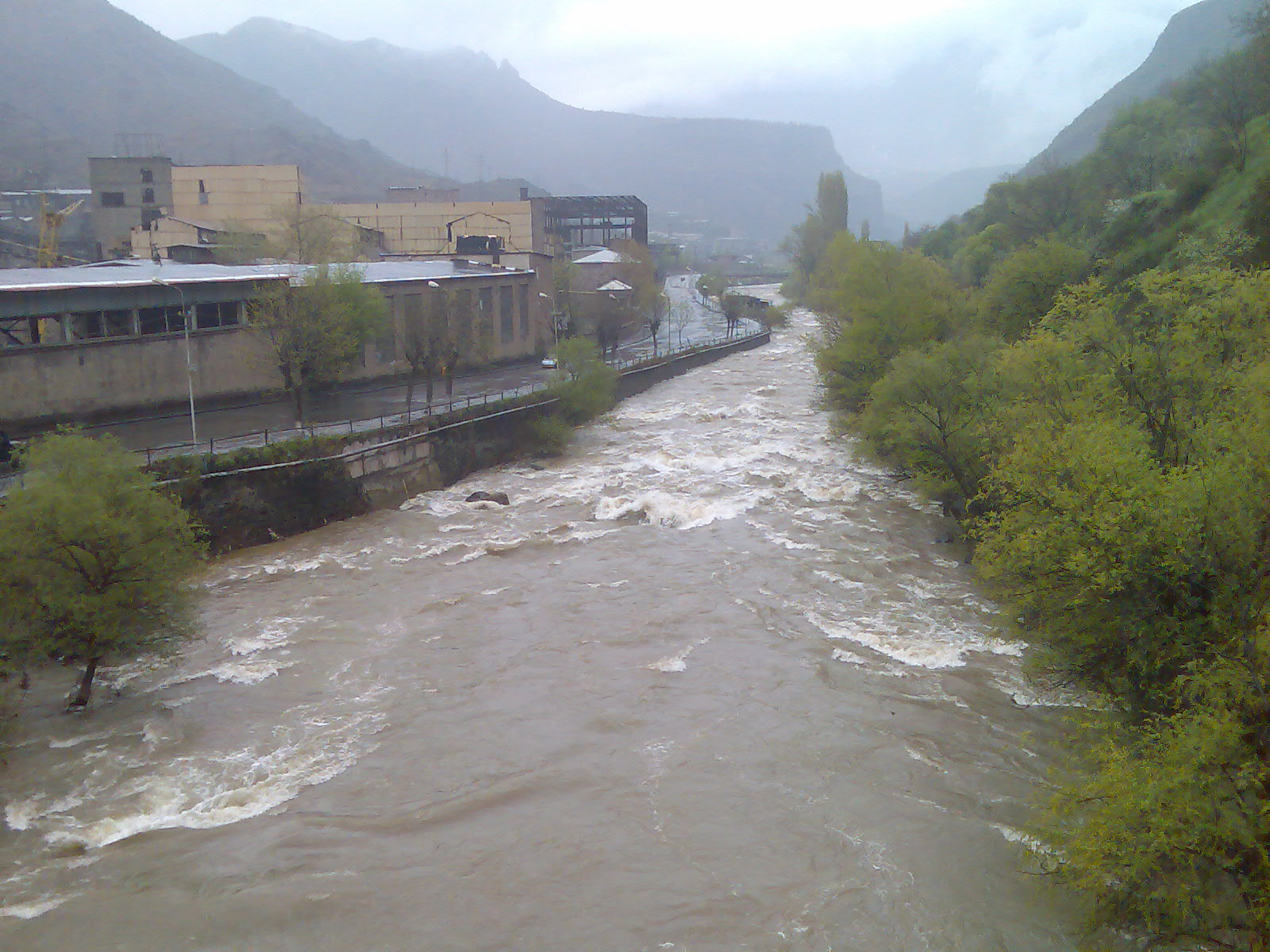
Річка Дебед

### Річки
Річки країни належать безстічним областям Каспійського моря і озера Севан. Найбільші річки країни: Раздан, Аракс, Дебед, Агстев, Арпа, Воротан, Ахурян, Трту, Ахавно.

### Озера

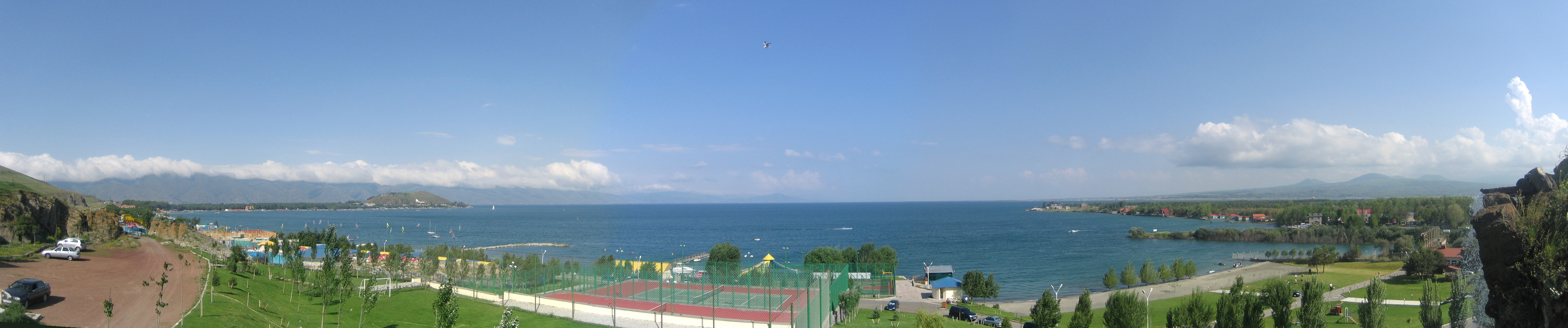
Озеро Севан

Найбільше озеро країни — Севан.

## Тваринний світ
У зоогеографічному відношенні територія країни лежить на межі Європейської лісової провінції Циркумбореальної підобласті і Середземноморської провінції Середземноморської підобласті Голарктичної області.

## Стихійні природні явища
На території країни спостерігаються небезпечні природні явища і стихійні лиха: іноді відбуваються руйнівні землетруси (Спітакський землетрус 1988 року); посухи.

## Природні ресурси

### Мінеральні ресурси
Надра Вірменії багаті на ряд корисних копалин: золото, мідь, молібден, цинк, боксити.

### Водні ресурси
Загальні запаси відновлюваних водних ресурсів (ґрунтові і поверхневі прісні води) становлять 7,77 км³. Станом на 2012 рік в країні налічувалось 2740 км² зрошуваних земель.

### Земельні ресурси
Земельні ресурси Вірменії (оцінка 2011 року):
- придатні для сільськогосподарського обробітку землі — 59,7 %,
  - орні землі — 15,8 %,
  - багаторічні насадження — 1,9 %,
  - землі, що постійно використовуються під пасовища — 42 %;
- землі, зайняті лісами і чагарниками — 9,1 %;
- інше — 31,2 %[1].

## Охорона природи
Серед екологічних проблем варто відзначити:
- забруднення ґрунтів токсичними хімікатами (ДДТ);
- енергетична криза 1990-х призвела до швидких темпів знеліснення заради деревини на паливо;
- забруднення вод річок Раздан і Арас;
- зниження рівня озера Севан, через водовідбір на потреби ГЕС і побутове водопостачання;
- перезапуск Мецаморської АЕС в сейсмічно активному регіоні несе потенційну загрозу радіоактивного забруднення.

Вірменія є учасником ряду міжнародних угод з охорони навколишнього середовища:
- Конвенції про транскордонне забруднення повітря (CLRTAP),
- Конвенції про біологічне різноманіття (CBD),
- Рамкової конвенції ООН про зміну клімату (UNFCCC),
- Кіотського протоколу до Рамкової конвенції,
- Конвенції ООН про боротьбу з опустелюванням (UNCCD),
- Конвенції про заборону військового впливу на природне середовище (ENMOD),
- Базельської конвенції протидії транскордонному переміщенню небезпечних відходів,
- Конвенції з міжнародного морського права,
- Монреальського протоколу з охорони озонового шару,
- Рамсарської конвенції із захисту водно-болотних угідь[11].

Урядом країни підписані, але не ратифіковані міжнародні угоди:
- Орхуський протокол 1998 року про стійкі органічні забруднювачі Конвенції про транскордонне забруднення повітря[1].

Створені національні парки: Аревік, Озеро Арпі, Діліжанський національний парк, Севанський національний парк.

## Фізико-географічне районування
У фізико-географічному відношенні територію Вірменії можна розділити на _ райони, що відрізняються один від одного рельєфом, кліматом, рослинним покривом: .

### Українською
- Атлас світу / голов. ред. І. С. Руденко ; зав. ред. В. В. Радченко ; відп. ред. О. В. Вакуленко. — К. : ДНВП «Картографія», 2005. — 336 с. — ISBN 9666315467.
- Атлас. 7 клас. Географія материків і океанів / Укладачі О. Я. Скуратович, Н. І. Чанцева. — К. : ДНВП «Картографія», 2014.
- Бєлозоров С. Т. Географія материків. — К. : Вища школа, 1971. — 371 с.
- Барановська О. В. Фізична географія материків і океанів : навч. посіб. для студентів ВНЗ : [у 2 ч.]. — Н. : Ніжинський державний університет ім. Миколи Гоголя, 2013. — 306 с. — ISBN 978-617-527-106-3.
- Вірменія // Гірничий енциклопедичний словник : [у 3-х тт.] / за ред. В. С. Білецького. — Д. : Східний видавничий дім, 2004. — Т. 3. — 752 с. — ISBN 966-7804-78-X.
- Дубович І. А. Країнознавчий словник-довідник. — 5-те вид., перероб. і доп. — К. : Знання, 2008. — 839 с. — ISBN 978-966-346-330-8.
- Панасенко Б. Д. Фізична географія материків : навч. посіб. : в 2 ч. — В. : ЕкоБізнесЦентр, 1999. — 200 с.
- Фізична географія материків та океанів : підруч. для студ. вищ. навч. закл. : у 2 т / за ред. П. Г. Шищенка. — К. : Видавництво Київського нац. ун-т ім. Т. Шевченка, 2009. — Т. 1. : Азія. — 643 с. — ISBN 978-966-439-257-7.
- Юрківський В. М. Регіональна економічна і соціальна географія. Зарубіжні країни: Підручник. — 2-ге. — К. : Либідь, 2001. — 416 с. — ISBN 966-06-0092-5.

### Англійською
- (англ.) Graham Bateman. The Encyclopedia of World Geography. — Andromeda, 2002. — 288 с. — ISBN 1871869587.

### Російською
- (рос.) Авакян А. Б., Салтанкин В. П., Шарапов В. А. Водохранилища. — М. : Мысль, 1987. — 326 с. — (Природа мира)
- (рос.) Алисов Б. П., Берлин И. А., Михель В. М. Курс климатологии [в 3-х тт.] / под. ред. Е. С. Рубинштейна. — Л. : Гидрометиздат, 1954. — Т. 3. Климаты земного шара. — 320 с.
- (рос.) Апродов В. А. Вулканы. — М. : Мысль, 1982. — 368 с. — (Природа мира)
- (рос.) Апродов В. А. Зоны землетрясений. — М. : Мысль, 2010. — 462 с. — (Природа мира) — ISBN 978-5-244-01122-7.
- (рос.) Бабаев А. Г., Зонн И. С., Дроздов Н. Н., Фрейкин З. Г. Пустыни. — М.  : Мысль, 1986. — 320 с. — (Природа мира)
- (рос.) Букштынов А. Д., Грошев Б. И., Крылов Г. В. Леса. — М. : Мысль, 1981. — 316 с. — (Природа мира)
- (рос.) Власова Т. В. Физическая география материков. С прилегающими частями океанов. Евразия, Северная Америка. — 4-е, перераб. — М. : Просвещение, 1986. — 417 с.
- (рос.) Гвоздецкий Н. А. Карст. — М. : Мысль, 1981. — 214 с. — (Природа мира)
- (рос.) Гвоздецкий Н. А., Голубчиков Ю. Н. Горы. — М. : Мысль, 1987. — 400 с. — (Природа мира)
- (рос.) Долгушин Л. Д., Осипова Г. Б. Ледники. — М. : Мысль, 1989. — 448 с. — (Природа мира) — ISBN 5-244-00315-1.
- (рос.) Географический энциклопедический словарь: географические названия / под. ред. А. Ф. Трёшникова. — 2-е изд., доп. — М. : Советская энциклопедия, 1989. — 585 с. — ISBN 5-85270-057-6.
- (рос.) Исаченко А. Г., Шляпников А. А. Ландшафты. — М. : Мысль, 1989. — 504 с. — (Природа мира) — ISBN 5-244-00177-9.
- (рос.) Словарь современных географических названий / под общей редакцией акад. В. М. Котлякова. — Екатеринбург : У-Фактория, 2006.
- (рос.) Лобова Е. В., Хабаров А. В. Почвы. — М. : Мысль, 1983. — 304 с. — (Природа мира)
- (рос.) Максаковский В. П. Географическая картина мира. Книга I: Общая характеристика мира. — М. : Дрофа, 2008. — 495 с. — ISBN 978-5-358-05275-8.
- (рос.) Максаковский В. П. Географическая картина мира. Книга II: Региональная характеристика мира. — М. : Дрофа, 2009. — 480 с. — ISBN 978-5-358-06280-1.
- (рос.) Армения // Поспелов Е. М. Топонимический словарь. — М. : АСТ, 2005. — 229 с. — ISBN 5-17-016407-6.
- (рос.) Пфеффер П. Азия. — М. : Прогресс, 1982. — 316 с. — (Континенты, на которых мы живем)
- (рос.) География / под ред. проф. А. П. Горкина. — М. : Росмэн-Пресс, 2006. — 624 с. — (Современная иллюстрированная энциклопедия) — ISBN 5-353-02443-5.
- (рос.) Физико-географический атлас мира. — М. : Академия наук СССР и Главное управление геодезии и картографии ГУГК СССР, 1964. — 298 с.
- (рос.) Энциклопедия стран мира / глав. ред. Н. А. Симония. — М. : НПО «Экономика» РАН, отделение общественных наук, 2004. — 1319 с. — ISBN 5-282-02318-0.